# Helena Łuczywo

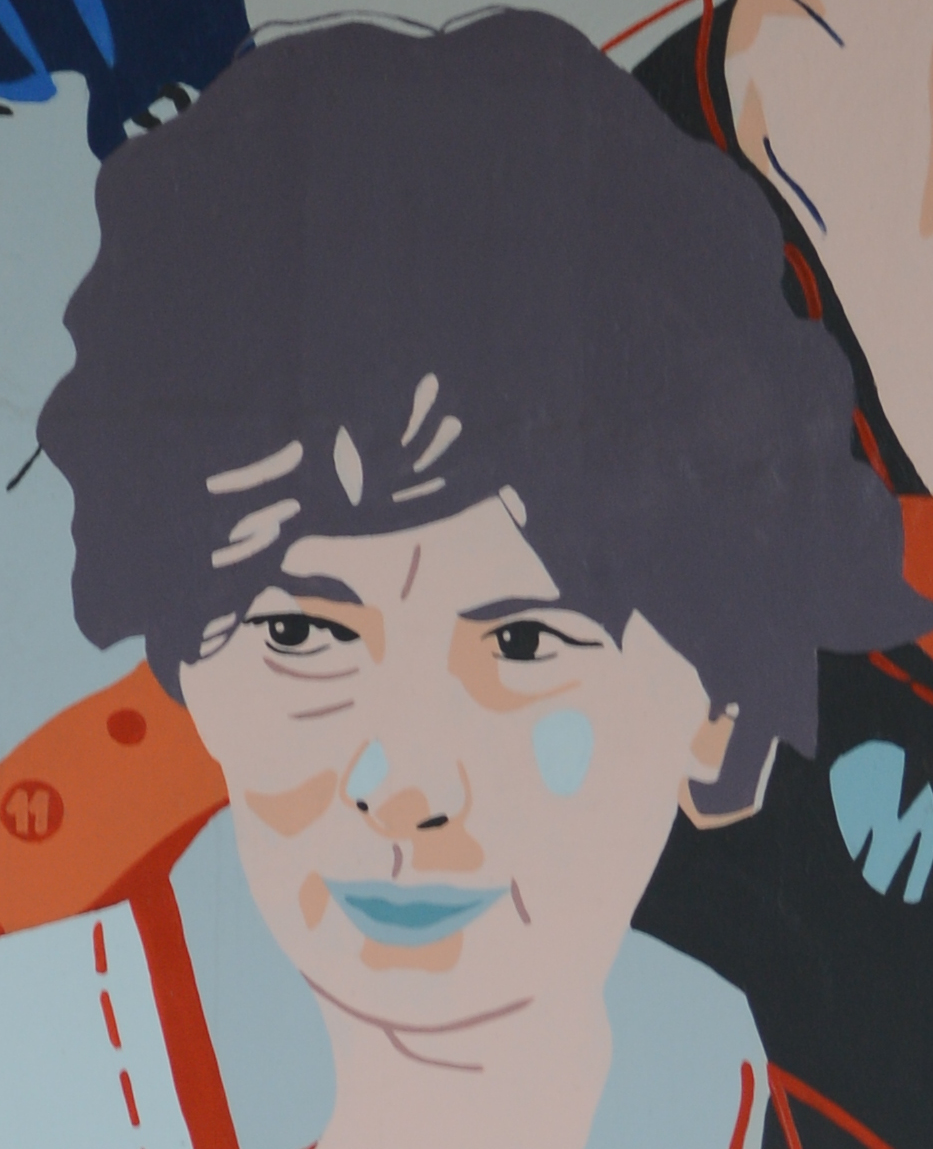
Wizerunek Heleny Łuczywo na muralu „Kobiety Wolności” w Gdańsku

Helena Łuczywo (ur. 18 stycznia 1946 w Warszawie) – polska dziennikarka, działaczka opozycji w okresie PRL, w latach 1982–1989 redaktor naczelna „Tygodnika Mazowsze”, współzałożycielka i w latach 1989–2009 zastępczyni redaktora naczelnego „Gazety Wyborczej”.

## Życiorys
Urodziła się w rodzinie działaczy komunistycznych żydowskiego pochodzenia: Ferdynanda Chabera (1907–2005) i Doroty (Debory) z domu Guter (1913–2012). Uczęszczała do XIV Liceum Ogólnokształcącego im. Klementa Gottwalda w Warszawie. Od 1964 do 1967 należała do Związku Młodzieży Socjalistycznej. Była aktywną uczestniczką strajków studenckich w trakcie wydarzeń marcowych w 1968, za co czasowo relegowano ją ze studiów. W 1969 ukończyła studia na Wydziale Ekonomii Politycznej Uniwersytetu Warszawskiego. Promotorem jej pracy magisterskiej był Włodzimierz Brus. Od 1970 do 1973 pracowała w centrali Banku Rolnego. W latach 1973–1977 studiowała anglistykę na UW. W roku szkolnym 1977/1978 pracowała jako nauczycielka języka angielskiego w XVIII Liceum Ogólnokształcącym im. Jana Zamoyskiego w Warszawie. Zwolniona z pracy z przyczyn politycznych, zajmowała się następnie zarobkowo tłumaczeniami.
W okresie PRL zaangażowana w działalność opozycyjną, od 1976 współpracowała z Komitetem Obrony Robotników. Była współpracowniczką Komitetu Samoobrony Społecznej „KOR”. W 1977 brała udział w założeniu i do 1981 redagowała pismo „Robotnik”. Od 1980 do 1981 była korespondentką „The Daily Telegraph”. W 1981 zorganizowała redakcję Agencji Prasowej „Solidarność”, stanęła na czele redakcji wydawanego przez nią biuletynu. Po wprowadzeniu stanu wojennego przez ponad rok pozostawała w ukryciu. Po samobójczej śmierci Jerzego Zieleńskiego objęła w 1982 funkcję redaktora naczelnego „Tygodnika Mazowsze”, który stał się największym pismem podziemnej „Solidarności”. W 1987 wyjechała na roczne stypendium do Radcliffe College na Uniwersytecie Harvarda. Redakcją „TM” kierowała do 1989. W tym samym roku jako przedstawicielka strony opozycyjnej uczestniczyła w obradach zespołu ds. mediów w ramach rozmów Okrągłego Stołu.
W 1989 była jedną z osób zakładających „Gazetę Wyborczą”, w której objęła stanowisko zastępczyni redaktora naczelnego. Wspólnie z Juliuszem Rawiczem wymyśliła slogan „Wasz prezydent, nasz premier”. W czasie tzw. wojny na górze opowiedziała się po stronie Tadeusza Mazowieckiego przeciwko Lechowi Wałęsie. W latach 1990–1998 zajmowała stanowisko prezesa przedsiębiorstwa Agora-Gazeta, następnie do 2004 była zastępczynią prezesa zarządu Agory. W kwietniu 1999 objęła pakiet około 1,7 mln akcji wyemitowanych przez Agorę o wartości około 80 mln zł, stając się jedną z najbogatszych Polek. Weszła równocześnie do pięcioosobowego zarządu holdingu Agora. Jej poglądy ewoluowały do tego czasu od lewicujących do wolnorynkowych, określiła się jako zwolenniczka Margaret Thatcher. Od 2004 do 2007, w związku z chorobą Adama Michnika, faktycznie kierowała redakcją „Gazety Wyborczej”. W 2009 przeszła na emeryturę.
W 2002, 2004 i 2005 była notowana na liście najbogatszych Polaków tygodnika „Wprost”.

## Wyróżnienia i upamiętnienie
W 1989 otrzymała nagrodę im. Louisa Lyonsa za sumienność i uczciwość w dziennikarstwie, przyznawaną przez Nieman Foundation for Journalism przy Uniwersytecie Harvarda, a w 1999 została wyróżniona Knight International Press Fellowship Award przez International Center for Journalists. 
Timothy Garton Ash poświęcił jej działalności w prasie opozycyjnej artykuły w gazecie „Der Spiegel” (1980; określając ją Różą Luksemburg „Solidarności”) i w czasopiśmie „The New Yorker” (1999).
W 2019 jej wizerunek znalazł się na muralu „Kobiety Wolności” na stacji PKM Strzyża w Gdańsku.

## Życie prywatne
Rozwiedziona z Witoldem Łuczywą, działaczem opozycji demokratycznej i organizatorem podziemnej poligrafii w czasach PRL. Ma córkę Łucję.

## Wybrane publikacje
- Jacek (z Anną Bikont), Agora i Wydawnictwo Czarne, Warszawa 2018.